# Böröczky József
Böröczky József (Budapest, 1948. március 3. – Budapest, 2011. szeptember 17.) magyar humorista, motorsport-szakkommentátor, a motorsport nemzetközileg elismert személyisége, szaktekintélye volt.

## Életpályája
1976-tól a Kamara Varieté tagja volt. 1985-ben a Vidám Színpad társulatához csatlakozott, majd 1992-ben átment a Mikroszkóp Színpadra.
A Paródiák Kádártól Clintonig című albumán 15 változatban – magyar, francia, német, vietnami, olasz, szlovák, arab, görög, finn, spanyol, román, kínai, szerb, japán, orosz – adott elő nyelvparódiákat.
Szerepelt az HBO „Mennyi? 30!” című műsorában is.
Másik szakmája a motorverseny-közvetítés volt. Farkasházy Tivadar nevezte el Böröczkyt a hazai motorsport mozgó lexikonának. Több mint 10 évig volt az Eurosport kommentátora.
Hasnyálmirigy-daganatot diagnosztizáltak nála májáttétekkel, eleinte kemoterápiás kezelést kapott, de ezt le kellett állítani, mivel később agyvérzése lett. Később egy budai rehabilitációs központban kezelték. 2011. szeptember 17-én hunyt el.

## Színházi szerepei
A Színházi adattárban regisztrált bemutatóinak száma: 28.
- Kállai-Kabos: Kabos show....
- Trunkó-Vezda-Forgács-Peterdi-Radványi-Selmeczi-Sas-Körmendi-Majláth-Markos-Rácz-Szilágyi: Zsarukabaré....
- Éles-Forgács-Horváth-Majláth-Peterdi-Sas-Selmeczi-Trunkó-Vezda: Mindenki mindenkivel....
- Körmendi János: Körmendikabaré....
- Trunkó-Selmeczi-Sas-Peterdi-Vezda-Majláth-Körmendi-Szilágyi-Defekt Duó: Nyerünk vagy nyelünk....
- Trunkó Barnabás: Vigyázz NATO, jön a magyar!....
- Körmendi-Trunkó-Selmeczi-Sas-Majláth-Peterdi-Markos-Rácz-Horváth: Hopp, te Zsiga!....
- Defekt duó-Horváth-Peterdi-Sas-Selmeczi-Szilágyi-Trunkó-Ihos-Vezda-Whitman-Örkény-Rejtő-Kállai-Körmendi: Kihajolni veszélyes!....
- Galambos-Horváth-Ihos-Körmendi-Majláth-Peterdi-Selmeczi-Szilágyi-Tóth-Trunkó-Varga-Vezda: Zsebrepacsi....
- Ayala-Brindisi-Szuhay-Trunkó-Peterdi-Majláth-Mikes-Galambos-Selmeczi-Sas-Horváth-Markos-Rácz-Heller-Verebes-Körmendi: Kelet ez nekünk?....
- Ayala-Brindisi-Galambos-Heller-Ihos-Markos-Rácz-Sas-Selmeczi-Szuhay-Trunkó-Varga-Vezda: Türelmes zóna....
- Áprily-Galambos-Heller-Ihos-Juszt-Kellér-Körmendi-Majláth-Markos-Rácz-Sas-Selmeczi-Trunkó-Varga-Vezda: Közös bűn-nek túrós a háta....
- Galambos-Kal-Körmendi-Markos-Rácz-Rátkai-Sas-Selmeczi-Trunkó-Ürmös-Varga-Vezda: Leggyengébb láncszemek....
- Aradi-Galambos-Kal-Karcagi-Körmendi-Kövesdi-Markos-Peterdi-Rácz-Sas-Selmeczi-Sinkó-Szabó-Trunkó-Ürmös-Vadnai-Varga-Vezda: Ügynökök kíméljenek!....
- Aradi-Kal-Körmendi-Kövesdi-Markos-Rácz-Sas-Selmeczi-Trunkó-Ürmös-Varga: A tenor háza....
- Ádám és Éva
- Aradi-Gulyás-Kal-Kemény-Markos-Rácz-Sas-Selmeczi-Szabó-Trunkó-Ürmös-Varga-Váradi-Walter: Széllel szembe....
- Ajala-Aradi-Defekt duó-Föld-Kal-Kövesdi-Majláth-Sas-Selmeczi-Straub-Trunkó-Ürmös-Varga-Wéber: Magasztár?....
- Bagi-Nacsa: Bagi-Nacsa-Nacsa-Bagi kabaré....
- Aradi-Galambos-Kal-Kállai-Kosztolányi-Markos-Rácz-Selmeczi-Szabó-Trunkó-Ürmös-Varga: Csak semmi duma!....
- Békeffy-Erdélyi-Harmath-Heltai-Hoffmann-Mihály-Nádasy-Nóti-Rejtő-Szenes-Szécsény-Vadnai-Weiner-Zerkovitz: Hogy volt?....
- Aradi-Kal-Karcagi-Kemény-Körmendi-Kövesdi-Majláth-Szabó-Tóth-Trunkó-Ürmös-Varga: Az élet lapos oldala....
- Verebes István: Mikor lesz elegünk?....
- Selmeczi Tibor: Le vagytok szavazva!....
- Aradi-Galambos-Kal-Kövesdi-Sas-Selmeczi-Sinkó-Straub-Trunkó-Ürmös-Varga-Verebes-Walter: Valakit visz a vicc....
- Aradi-Beregi-Galambos-Kal-Kállai-Kövesdi-Lesnyik-Selmeczi-Sinkó-Trunkó-Ürmös-Varga-Verebes: Röhej az egész....
- Balfék! Jobbra át!....
- Selmeczi Tibor: TárSASjáték....

## Díjai
- A Magyar Köztársasági Érdemrend lovagkeresztje (2006)